# Ordine della Croce stellata
L'Ordine della Croce stellata (o Ordine delle Dame della Croce Stellata) (in tedesco: Sternkreuzorden) è un ordine cavalleresco femminile fondato nell'ambito dell'Impero austriaco.

## Storia
La vicenda miracolosa legata alla fondazione di quest'ordine risale al 2 febbraio 1668 quando un grave incendio scoppiò nel palazzo della Hofburg di Vienna, dove aveva sede la corte imperiale, incendiando gran parte dei fabbricati e distruggendo anche moltissimi mobili che si trovavano in queste stanze. Una volta domate le fiamme, tra gli oggetti ritrovati e creduti perduti, si trovò anche un pezzo della Santa Croce, che era contenuto in una cassetta di legno smaltato e cristallo che era stata completamente bruciata.
L'imperatrice Eleonora Gonzaga, vedova dell'imperatore Ferdinando III, decise di ricordare l'evento miracoloso, istituendo un ordine cavalleresco femminile col nome di Ordine della Croce stellata. Il papa Clemente IX confermò l'istituzione con una bolla del 27 luglio 1668.
Le aderenti all'ordine sono divise in quattro classi:
- Dama, classe speciale: riservata esclusivamente alle gran maestre
- Dama di I Classe: per figlie e nipoti del sovrano, ora del capo della dinastia, e imperatrici estere, regine, gran duchesse e principesse consorti
- Dama di II Classe: per le giovani arciduchesse e principesse d'Austria, arciduchesse d'Austria per matrimonio, figlie di  arciduchesse d'Austria, duchesse o principesse della nobiltà austriaca o estera
- Dama di III Classe: per principesse e contesse austriache, principesse e nobildonne austriache ed estere.

Le nobildonne aderenti debbono provare di possedere, se sono nubili, 16 quarti di nobiltà; se sposate, devono dimostrare di averne 8 dalla parte del marito.
L'Ordine celebra delle proprie festività in tre grandi feste della Chiesa cattolica: l'Invenzione della Santa Croce (3 maggio), l'Esaltazione della Santa Croce 14 settembre ed il Giovedì Santo.
Il gran magistero di quest'ordine è sempre stato affidato ad una donna, solitamente l'arciduchessa d'Austria moglie dell'imperatore in carica così come era stato per Eleonora Gonzaga e l'attuale reggente di questa carica è Gabriela d'Asburgo-Lorena, sorella di Carlo d'Asburgo-Lorena attuale capo della dinastia d'Asburgo-Lorena.

## Insegne

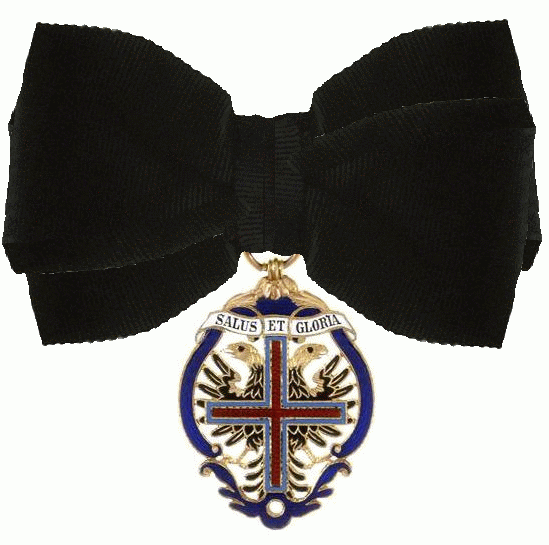
Insegna dell'Ordine

- La medaglia dell'ordine consiste in un'aquila bicipite smaltata di nero, posta all'interno di uno scudo ovale, circondato da una fascia bianca, filettata d'oro, e caricato in centro da una croce rossa, orlata d'azzurro.
- Il nastro della medaglia è nero.
- Il motto dell'ordine è SALUS ET GLORIA.

## Gran maestre
- imperatrice Eleonora Gonzaga (1668-1686)
- imperatrice Eleonora del Palatinato-Neuburg (1686-1720)
- imperatrice Guglielmina Amalia di Brunswick-Lüneburg (1720-1742)
- imperatrice Elisabetta Cristina di Brunswick-Wolfenbüttel (1742-1750)
- imperatrice Maria Teresa d'Austria (1750-1780)
- imperatrice Maria Luisa di Borbone-Spagna (1780-1792)
- imperatrice Maria Teresa di Borbone-Napoli (1792-1807)
- imperatrice Maria Ludovica d'Asburgo-Este (1807-1816)
- imperatrice Carolina Augusta di Baviera (1816-1873)
- imperatrice Elisabetta di Baviera (1873-1898)
- arciduchessa Maria Giuseppina di Sassonia (1898-1916)
- imperatrice Zita di Borbone-Parma (1916-1951)
- arciduchessa Regina di Sassonia-Meiningen (1951-2010)
- arciduchessa Gabriela d'Asburgo-Lorena (dal 2010)

## Dame
- Anna Maria, nata Sanvitale dei Signori di Fontanellato, del ramo di Belforte, dei Conti di Noceto, moglie di Francesco Terzi, Conte del Sacro Romano Impero, di Sissa, ecc., Consigliere Intimo dell'Imperatore Carlo VI d'Asburgo, Contessa consorte di Sissa e  Belvedere, Marchesa consorte di Contignaco, Contessa consorte del Sacro Romano Impero, Signora consorte di Kolinetz, di Aucijn, di Wolozkovitz e Podoli, (nata nel 1700 e morta nel 1769), promossa il 14 Settembre 1737 (pag. 72), e <Lapide chiesa parrocchiale di Sissa (Parma)>
- Anna nata Scotti Douglas da Agazzano, figlia di Ranuccio (+1741),maritata Anguissola, Marchesa consorte di Grazzano con Maiano e Folignano, Contessa consorte di Vigolzone, ecc., promossa il 14 Settembre 1738 (pag. 77).
- Giuliana nata dei Conti di Collalto, Conti del Sacro Romano Impero, Signori di Pirnitz, Rudoletz e Cerna, Patrizi Veneti, (nata nel 1712 e morta nel 1783, ultima e unica rappresentante, con discendenza, della seconda linea Morava della famiglia), Marchesa Meli Lupi, Principessa consorte di Soragna e del Sacro Romano Impero, promossa il 3 Maggio 1739 (pag. 78).
- Faustina Pignatelli (1705-1769), promossa il 3 maggio 1732[2]
- Giulia Cavriani (1767-1846)[3]
- Eleonora Gonzaga (dal 1817)[3]
- Maria Vittoria di Palma Artois (1763-1843)
- Luigia Gonzaga (1768-1818), figlia di Giovanni Gonzaga[4]
- Isabella Sergardi Martinozzi  (Siena 1755-1856),  insignita il 14 settembre 1779[5]
- Silvia contessa Tiretta, nata contessa Prata, promossa il 14 settembre 1737[6], madre di Edoardo Tiretta, (1731-1809)[7]
- Anna Maria Ettorri della Volpe (1697-1779), dal 1726